# Deutscher Tierschutzbund

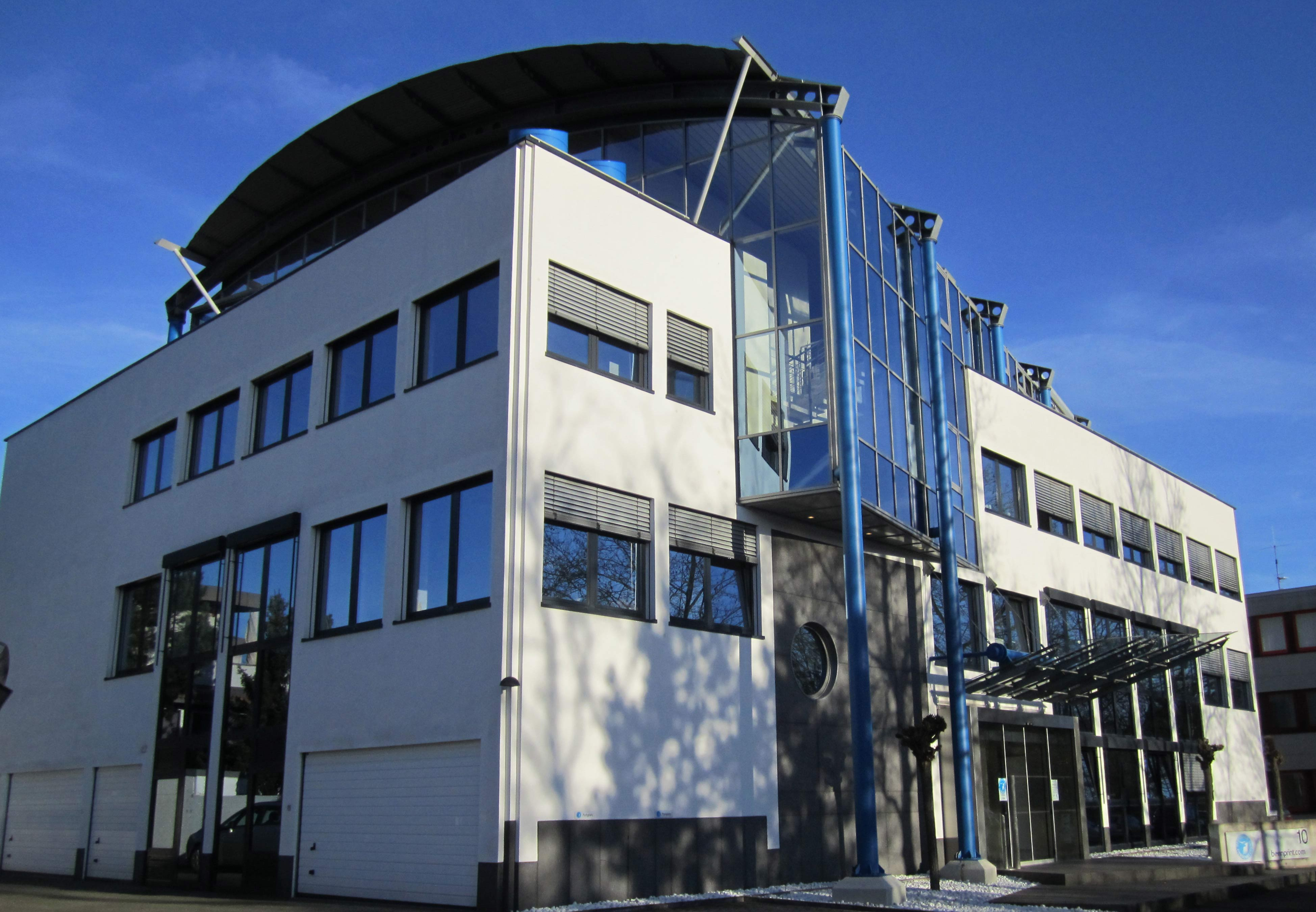
Bundesgeschäftsstelle Deutscher Tierschutzbund

Der Deutsche Tierschutzbund e. V. wurde im Jahre 1881 als Dachorganisation der Tierschutzvereine und Tierheime in Deutschland gegründet mit Sitz in Bonn. Er verfolgt den Tierschutzgedanken und setzt sich gegen den Missbrauch von Tieren ein.

## Geschichte
Der erste deutsche Tierschutzverein wurde im Dezember 1837 von dem evangelischen Pfarrer Albert Knapp in Stuttgart gegründet. In rascher Folge entstanden entsprechende Vereine im Gebiet des übrigen Deutschen Bundes. 1881 (nach anderen Angaben 1884) wurde der „Verband der Tierschutzvereine des Deutschen Reiches“ gegründet, der als Dachverband und »Zentralorgan« der deutschen Tierschutzvereine, auch im Ausland, dienen sollte. Der Verband konnte bis 1913 immerhin 222 der 413 deutschen Tierschutzvereine als korporative Mitglieder gewinnen. Von seiner Gründung bis zu seinem Tod 1927 war der Kölner Kaufmann Otto Hartmann Vorsitzender. Der Verband bezeichnete sich zeitweise auch als „Otto Hartmann-Bund“.
Im Reichsstrafgesetzbuch vom 15. Mai 1871 (§ 360 Nr. 13) wurde nur als Übertretung mit Strafe bedroht, wer „öffentlich oder in Ärgernis erregender Weise Tiere boshaft quält oder misshandelt.“ Geschützt wurde also nur das Empfinden der Menschen, nicht das Tier an sich. Die Tierschutzvereine forderten daher eine weitere Verstärkung des Tierschutzes und insbesondere auch eines Verbots der Vivisektion. 1885 wurden in Preußen mit dem „Gossler-Erlass“ die vorhandenen Bestimmungen zur Vivisektion neu formuliert und moderat verschärft. Erst 1930 kam es mit dem sogenannten „Grimme-Erlass“ des preußischen Innenminister Adolf Grimme zu einer weiteren Verschärfung der Vorschriften, die aber dem Verband der Tierschutzvereine bei weitem nicht genügte.
Mit der Machtergreifung der Nationalsozialisten wurde am 24. November 1933 das Reichstierschutzgesetz verabschiedet, das wesentlich durch die Vorarbeiten der deutschen Tierschutzvereine geprägt war. Es gehörte zu den zentralen frühen Gesetzgebungsmaßnahmen der Anfangszeit des Regimes und wurde auch intensiv propagandistisch begleitet. Tierschutz wurde von den Verbandsvertretern teilweise antisemitisch (vgl. Schächten) und biologistisch begründet, was zu einer ideologischen Nähe des nun als „Reichstierschutzbund“ bezeichneten Verbandes zu den Nationalsozialisten führte.  Ab 1938 war der Reichstierschutzbund gesetzliche Spitzenvertretung des Deutschen Tierschutzes, der Leiter des Reichstierschutzbundes musste Vereinsgründungen auf lokaler Ebene bewilligen. 1945 wurde der Reichstierschutzbund aufgelöst.
Der Deutsche Tierschutzbund e. V. in seiner heutigen Form wurde dann 1948 gegründet. Auf personeller Ebene blieb man dabei dem Vorgänger Reichstierschutzbund verbunden. Tierschutz wurde auf Basis einer moralischen Verpflichtung im Hinblick auf das menschliche Gegenüber betrieben. Mit dem Aufkommen der Tierrechtsbewegung in Deutschland bildeten sich daher seit den 1980er Jahren zahlreiche neue Tierschutz- und Tierrechtsorganisationen, die teilweise einen deutlich radikaleren Ansatz in Bezug auf Tierrechte haben.

## Vision, Aufgaben und Ziele
Seine Vision fasst der Verband so zusammen:

„Eine Gesellschaft, die alle Tiere als Mitgeschöpfe achtet, ihnen Mitgefühl und Respekt entgegenbringt und sie vor Leiden, Schmerzen und Angst bewahrt; die auch frei lebende Tiere als Individuen anerkennt und ihre natürlichen Lebensgrundlagen schützt.“

Hauptaufgaben sind die Pflege und Förderung des Tier- und Naturschutzgedankens, die Fortentwicklung des nationalen und internationalen Tier- und Naturschutzrechtes und die tierschutzgerechte Weiterentwicklung von Wissenschaft und Forschung. Weitere Aufgaben und Ziele finden sich in der Satzung des Deutschen Tierschutzbundes. Ein Schwerpunkt der Arbeit des Deutschen Tierschutzbundes ist der kontinuierliche Lobbyismus.
Inhaltlich gesehen fordert der Deutsche Tierschutzbund Alternativen zur industrialisierten Massentierhaltung, wirbt für eine artgerechte Haltung von Tieren in der Landwirtschaft, Haustieren und Wildtieren.
Mit dem zweistufigen Tierschutzlabel „Für Mehr Tierschutz“ des Verbandes werden Produkte tierischen Ursprungs gekennzeichnet. Seit Anfang 2013 ist das Tierschutzlabel auf dem Markt und inzwischen sind Schweinefleisch- und Hühnerfleisch-Produkte sowie Eier und Milchprodukte mit dem Tierschutzlabel im Handel erhältlich.
Rückblickend schreibt sich der Deutsche Tierschutzbund aufgrund seiner Aktivitäten folgende rechtliche Veränderungen als seine Erfolge in Deutschland und in der EU zu:
- Änderung des Bürgerlichen Gesetzbuches: Tiere gelten infolge einer auf das Gesetz zur Verbesserung der Rechtsstellung des Tieres im bürgerlichen Recht zurückgehenden Änderung seit 1990 nicht nur als „Sachen“ (§ 90a BGB)
- Verankerung des Tierschutzes im Grundgesetz (Art. 20a GG)
- Deutschlandweite Reduzierung der Fahrtintervalle bei Tiertransporten; international auf maximal acht Stunden
- Stufenweises Tierversuchsverbot für Kosmetika in der Europäischen Union[15]
- Abschaffung der EU-Exportsubventionen für die Ausfuhr lebender Rinder zur Schlachtung in Drittländern
- Abschaffung der Legebatterien für Hühner[16]

Der Verband ist vernetzt mit verschiedenen Partnerorganisationen auf nationaler und internationaler Ebene. So ist er Mitglied im Deutschen Naturschutzring.

## Struktureller Aufbau
Präsident seit 2011 ist Thomas Schröder. Sein Vorgänger war Wolfgang Apel, der von 1993 bis 2011 Präsident war und von 2011 bis zu seinem Tod 2017 das Amt des Ehrenpräsidenten innehatte.
Die Bundesgeschäftsstelle befindet sich in Bonn. Bei ihr sind unter anderem die Mitgliederbetreuung, Öffentlichkeitsarbeit sowie Findefix, das Haustierregister des Deutschen Tierschutzbundes angesiedelt. Mit 785 angeschlossenen örtlichen Tierschutzvereinen in 16 Landesverbänden und 556 vereinseigenen Tierheimen (Stand: 31. Dezember 2023) vertritt der Verband mehr als 800.000 Tierschützer.
Um stärker auf die Tierschutzpolitik Einfluss zu nehmen, besitzt der Verein seit 2008 zusätzlich ein Büro in Berlin und seit 2022 ein EU-Büro in Brüssel.

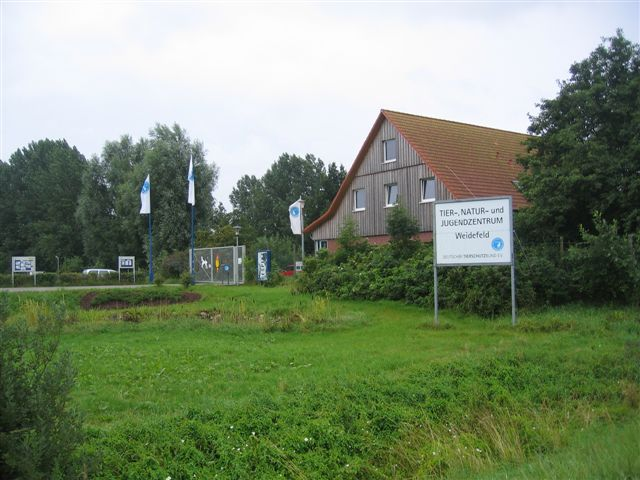
Tier-, Natur- und Jugendzentrum Weidefeld

Der Verein unterhält mehrere Tierschutzzentren. Dazu gehört das Tierschutzzentrum Weidefeld bei Kappeln in Schleswig-Holstein (Lage), dessen Mitarbeiter sich unter anderem um nicht artgerecht gehaltene Tiere und um in Not geratene Wildtiere kümmern. Diesbezüglich unterhält er verschiedene Auffangeinrichtungen wie das Lissi-Lüdemann-Haus für notleidende und hilfsbedürftige Hunde. Dem Tierschutzzentrum Weidefeld angeschlossen ist das Tier-, Natur- und Artenschutzzentrum auf Sylt mit beispielsweise einer Erstaufnahmestation für verletzte oder verölte Seevögel und einem Informationszentrum für Tier- und Artenschutz.
Weiteres Tierschutzzentrum ist der Sonnenhof in Rottenbuch in Bayern. Er bietet alten Seniorenhunden, aber auch ganz jungen Hunden einen besonderen Zufluchtsort. Mit seinem Konzept „Senioren für Senioren“ und einer Welpen-Auffangstation vereint die Einrichtung des Deutschen Tierschutzbundes zwei wichtige Vorhaben unter einem Dach. Er wurde lange Zeit als Partnerprojekt unterstützt und ist seit 2022 eine eigene Einrichtung.
Als weiteres Tierschutzzentrum unterhält der Verein seit 2005 in Odessa (Ukraine) ein Tierschutz- und Kastrationszentrum für Straßenhunde und Straßenkatzen, das in Osteuropa Modellcharakter genießt.
Grundlagen der Tierschutzarbeit bearbeitet die Akademie für Tierschutz in Neubiberg bei München. Die Personalausgaben der Akademie sind der größte Posten bei den Personalausgaben des Deutschen Tierschutzbundes. Sie beheimatet Fachreferate für die Bereiche tierversuchsfreie Wissenschaft, Tiere in der Landwirtschaft, Heimtiere, Wildtiere, interdisziplinäre Themen, eine Rechts-, und eine Seminarabteilung. Sie stellt ein Zellkulturlabor zur Verfügung, um Methoden zur Abschaffung von Tierversuchen zu entwickeln.

## Finanzierung
Der Deutsche Tierschutzbund finanziert seine als gemeinnützig anerkannte Arbeit aus Mitgliedsbeiträgen, Spenden, Nachlässen, Zuwendungen, und Kapitalerträgen. Dabei machen die Mitgliedsbeiträge ca. 1 % der Einnahmen aus. Er erhält keine staatliche Unterstützung. Er ist Gründungsmitglied im Deutschen Spendenrat und hat sich im Rahmen dieser Mitgliedschaft zur transparenten Mittelverwendung und Einhaltung ethischer Standards in der Spendenwerbung verpflichtet.

## Tierschutzjugend
Die Tierschutzjugend ist die Jugendorganisation des Deutschen Tierschutzbundes. Sie richtet sich an Kinder und Jugendliche, die sich für den Tierschutz interessieren und aktiv einsetzen möchten. Ziel der Tierschutzjugend ist es, junge Menschen für die Belange des Tierschutzes zu sensibilisieren und ihnen Möglichkeiten zu bieten, sich praktisch zu engagieren.
Die Tierschutzjugend bietet unter anderem:
- Jugendgruppen: In lokalen Tierschutz-Jugendgruppen können sich Kinder und Jugendliche regelmäßig treffen, um gemeinsam Projekte zu realisieren, Tiere zu betreuen und sich über Tierschutzthemen auszutauschen.
- Bildungsmaterialien: Mit altersgerechten Informationsmaterialien vermittelt die Tierschutzjugend Wissen über Tiere und deren Schutz.
- Veranstaltungen und Seminare: Tierschutzvereine und Landestierschutzverbände bieten Workshops, Seminare und Ferienangebote an, um Wissen zu vertiefen und praktische Fähigkeiten im Tierschutz zu fördern.

Die Akademie für Tierschutz vergibt zur Erinnerung an Adolf Hempel, der das Grundstück für die Akademie dem Tierschutzbund testamentarisch überlassen hat, alle zwei Jahre den Adolf-Hempel-Jugendtierschutzpreis, um junge Tierschützer für ihr Engagement auszuzeichnen.